# Persone di cognome Cameron
| Questa pagina contiene informazioni ricavate automaticamente dalle voci biografiche con l'ausilio del template Bio e di un bot. L'aggiornamento è periodico e automatico e ricostruisce completamente la pagina. Se manca una persona in questa lista, sei pregato di non aggiungerla, ma accertati piuttosto che la sua voce biografica contenga il template Bio e che i dati anagrafici siano correttamente compilati. Se il template Bio manca, inseriscilo tu stesso o, in alternativa, metti l'avviso {{tmp\|Bio}} che ne segnala la mancanza. Se i dati riportati sono sbagliati, correggi direttamente la voce biografica; le modifiche saranno visibili in questa lista entro pochi giorni. Per chiarimenti vedi il progetto antroponimi. La lista contiene solo le 54 persone che sono citate nell'enciclopedia e per le quali è stato implementato correttamente il template Bio. Pagina aggiornata al 23 lug 2025. |

Questa è una lista di persone presenti nell'enciclopedia che hanno il cognome Cameron, suddivise per attività principale.

## Archeologhe(1)
- Dana Cameron, archeologa e scrittrice statunitense (Nuova Inghilterra, n. 1965)

## Architetti(1)
- Charles Cameron, architetto scozzese (n. 1746 - † 1812)

## Astronauti(1)
- Kenneth Cameron, ex astronauta e ingegnere statunitense (Cleveland, n. 1949)

## Astronomi(1)
- Robert Curry Cameron, astronomo statunitense (n. 1925 - † 1972)

## Attori(5)
- Earl Cameron, attore britannico (Pembroke, n. 1917 - Kenilworth, † 2020)
- Jeff Cameron, attore italiano (n. 1932 - † 1985)
- Kirk Cameron, attore e regista statunitense (Panorama City, n. 1970)
- Rod Cameron, attore e stuntman canadese (Calgary, n. 1910 - Gainesville, † 1983)
- Rudolph Cameron, attore statunitense (Washington, n. 1894 - Los Angeles, † 1958)

## Attori pornografici(1)
- Derek Cameron, attore pornografico statunitense (Bay City, n. 1972)

## Attrici(3)
- Candace Cameron, attrice statunitense (Panorama City, n. 1976)
- Dove Cameron, attrice e cantante statunitense (Bainbridge Island, n. 1996)
- Joanna Cameron, attrice statunitense (Greeley, n. 1948 - Oahu, † 2021)

## Batteristi(1)
- Matt Cameron, batterista statunitense (San Diego, n. 1962)

## Calciatori(6)
- Geoff Cameron, ex calciatore statunitense (Attleboro, n. 1985)
- Henry Cameron, ex calciatore neozelandese (Lytham St Annes, n. 1997)
- Innes Cameron, calciatore scozzese (n. 2000)
- Jim Cameron, ex calciatore scozzese (n. 1946)
- John Cameron, calciatore e allenatore di calcio scozzese (Ayr, n. 1872 - Glasgow, † 1935)
- Lyall Cameron, calciatore scozzese (Dundee, n. 2002)

## Canottiere(1)
- Tracy Cameron, canottiera canadese (Shubenacadie, n. 1975)

## Cantanti(4)
- Captain Sky, cantante e bassista statunitense (Chicago, n. 1957)
- Debbie Cameron, cantante statunitense (Miami, n. 1958)
- John Allan Cameron, cantante canadese (Contea di Inverness, n. 1938 - Toronto, † 2006)
- Tajči, cantante croata (Zagabria, n. 1970)

## Cantautori(1)
- Anthony Red Rose, cantautore giamaicano (Kingston, n. 1962)

## Cestiste(1)
- Jody Cameron, ex cestista neozelandese (Whangarei, n. 1976)

## Cestisti(2)
- Pero Cameron, ex cestista e allenatore di pallacanestro neozelandese (Tokoroa, n. 1974)
- Flynn Cameron, cestista neozelandese (Auckland, n. 2000)

## Direttori della fotografia(1)
- Paul Cameron, direttore della fotografia canadese (Montréal, n. 1958)

## Doppiatori(1)
- Cody Cameron, doppiatore, disegnatore e regista statunitense (Los Angeles, n. 1970)

## Esploratori(1)
- Verney Lovett Cameron, esploratore britannico (Weymouth, n. 1844 - Leighton Buzzard, † 1894)

## Fisici(1)
- Alastair Cameron, fisico e astronomo canadese (Winnipeg, n. 1925 - † 2005)

## Fotografe(1)
- Julia Margaret Cameron, fotografa inglese (Calcutta, n. 1815 - Ceylon, † 1879)

## Giocatori di football americano(2)
- Colby Cameron, ex giocatore di football americano e allenatore di football americano statunitense (Newbury Park, n. 1990)
- Jordan Cameron, giocatore di football americano statunitense (Los Angeles, n. 1988)

## Hockeisti su ghiaccio(1)
- Jack Cameron, hockeista su ghiaccio canadese (Ottawa, n. 1900 - Danville, † 1981)

## Imprenditrici(1)
- Samantha Cameron, imprenditrice britannica (Paddington, n. 1971)

## Militari(1)
- Moira Cameron, militare britannica (n. 1965)

## Modelle(1)
- Caressa Cameron, modella statunitense (Fredericksburg, n. 1987)

## Piloti automobilistici(1)
- Dane Cameron, pilota automobilistico statunitense (Newport Beach, n. 1988)

## Pittori(1)
- David Young Cameron, pittore e incisore scozzese (Glasgow, n. 1865 - Perth, † 1945)

## Politici(4)
- David Cameron, politico britannico (Londra, n. 1966)
- James Donald Cameron, politico statunitense (Middletown, n. 1833 - † 1918)
- Simon Cameron, politico statunitense (Maytown, n. 1799 - Maytown, † 1889)
- William Evelyn Cameron, politico statunitense (Petersburg, n. 1842 - Contea di Louisa, † 1927)

## Psichiatri(1)
- Donald Ewen Cameron, psichiatra statunitense (Bridge of Allan, n. 1901 - Lake Placid, † 1967)

## Registi(1)
- James Cameron, regista, sceneggiatore e produttore cinematografico canadese (Kapuskasing, n. 1954)

## Scrittori(3)
- Allan Cameron, scrittore e traduttore scozzese (Watford, n. 1952)
- Christian Cameron, scrittore canadese (Pittsburgh, n. 1962)
- Peter Cameron, scrittore statunitense (Pompton Plains, n. 1959)

## Velociste(1)
- Hilda Cameron, velocista canadese (Toronto, n. 1912 - Toronto, † 2001)

## Velocisti(1)
- Bert Cameron, ex velocista giamaicano (Spanish Town, n. 1959)

## Vescovi cattolici(1)
- John Cameron, vescovo cattolico canadese (Saint Andrews, n. 1827 - Antigonish, † 1910)